# Championnat de Gibraltar féminin de football
Le championnat de Gibraltar de football féminin ou Gibraltar Women's League est une compétition de football féminin créée en 1999 par la Fédération de football de Gibraltar. La saison 2024-2025 en est la 23e édition.

## Format
La saison 2016-2017 se dispute entre 4 clubs qui se rencontrent 6 fois, soit 18 journées. Les équipes sont composées de 9 joueuses au lieu de 11 habituellement, cela afin encourager la création de clubs.

## Palmarès
| Saison    | Champion                        |
| --------- | ------------------------------- |
| 1999      | Manchester United FC Ladies     |
| 2000-2002 | non joué                        |
| 2003      | Bishop Fitzgerald Middle School |
| 2004      | non joué                        |
| 2005      | Manchester United FC Ladies     |
| 2006      | Manchester United FC Ladies     |
| 2007      | St Joseph's FC Ladies           |
| 2007-2008 | Manchester United FC Ladies     |
| 2008-2009 | non joué                        |
| 2009-2010 | Gibraltar United FC Ladies      |
| 2010-2011 | Gibraltar United FC Ladies      |
| 2011-2012 | non joué                        |
| 2012-2013 | College Cosmos FC Ladies        |
| 2013-2014 | Lions Gibraltar FC Ladies       |
| 2014-2015 | Lions Gibraltar FC Ladies       |
| 2015-2016 | Manchester 62 FC Ladies         |
| 2016-2017 | Lincoln Red Imps FC Ladies      |
| 2017-2018 | Lincoln Red Imps FC Ladies      |
| 2018-2019 | Lincoln Red Imps FC Ladies      |
| 2019-2020 | Lincoln Red Imps FC Ladies      |
| 2020-2021 | Lions Gibraltar FC Ladies       |
| 2021-2022 | Lions Gibraltar FC Ladies       |
| 2022-2023 | Lions Gibraltar FC Ladies       |
| 2023-2024 | Lions Gibraltar FC Ladies       |
| 2024-2025 | Lions Gibraltar FC Ladies       |

## Nombre de titres par clubs
| Rang | Clubs                           | Titre(s) |
| ---- | ------------------------------- | -------- |
| 1    | Lions Gibraltar FC Ladies       | 8        |
| 2    | Manchester 62 FC Ladies         | 5        |
| 3    | Lincoln Red Imps FC Ladies      | 4        |
| 3    | Gibraltar United FC Ladies      | 4        |
| 5    | St Joseph's FC Ladies           | 1        |
| 6    | Europa FC Ladies                | 1        |
| 6    | Bishop Fitzgerald Middle School | 1        |